# 七夕 (日本)

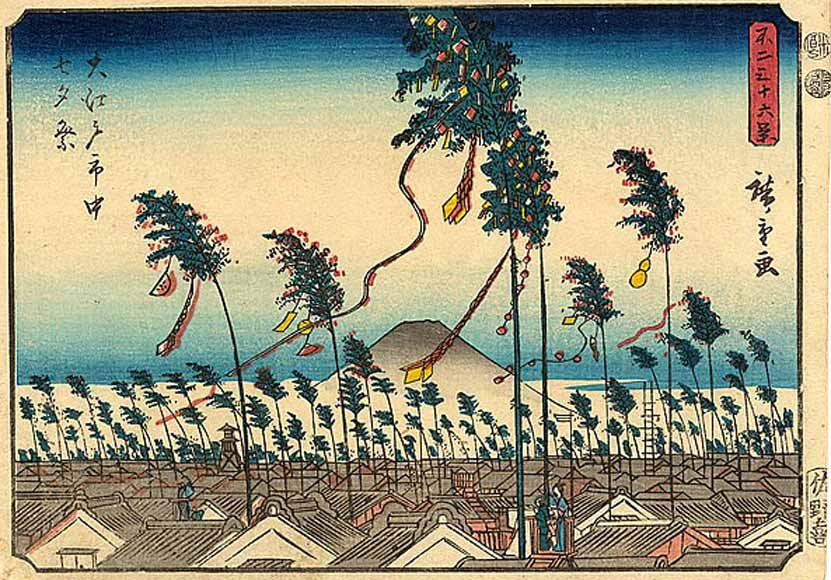
江戶時代的七夕，1852，歌川廣重

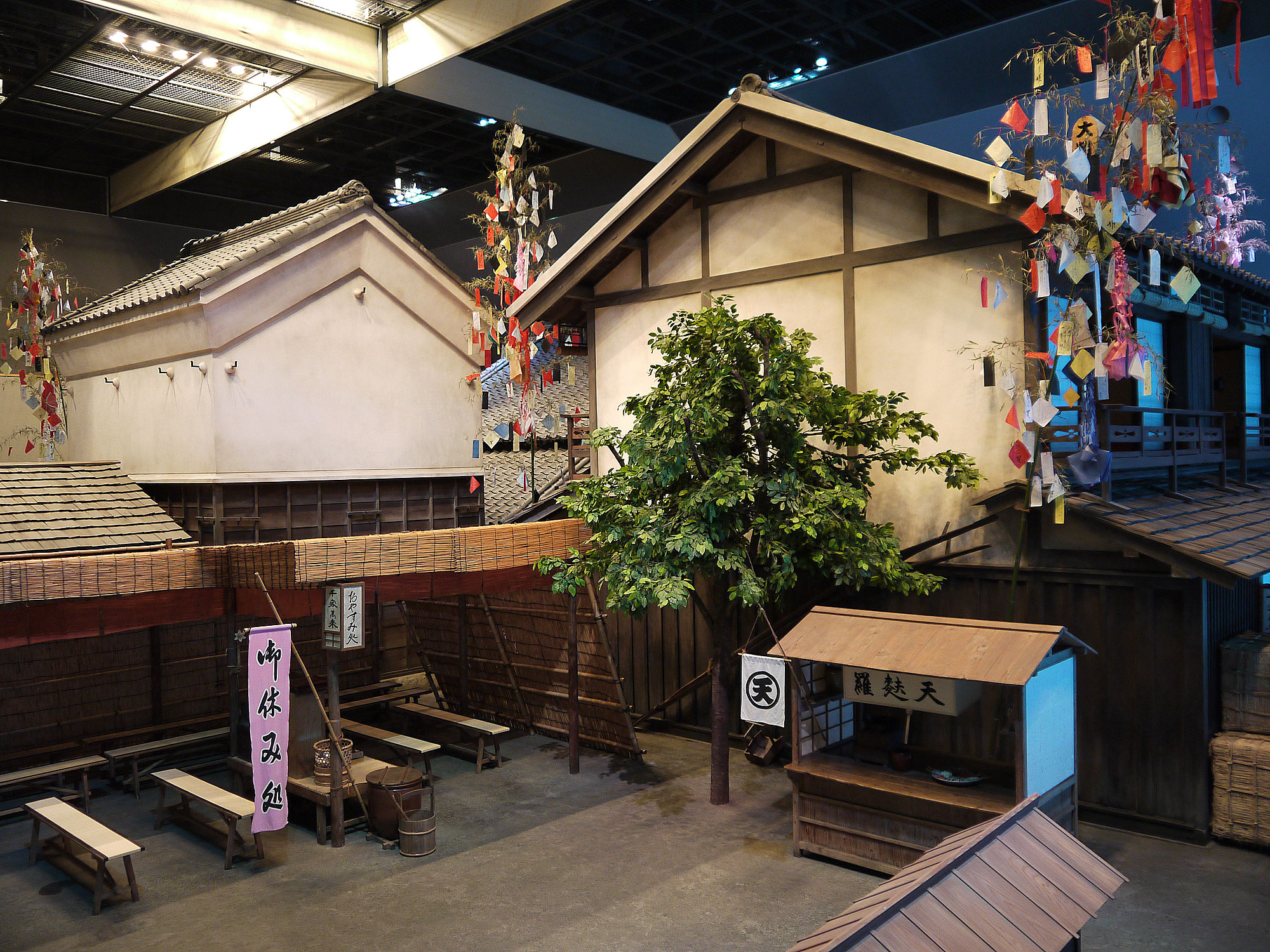
再現江戶時代的七夕

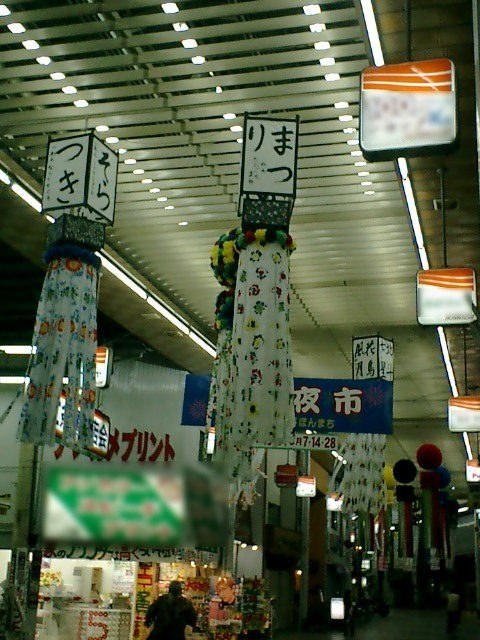
药球1

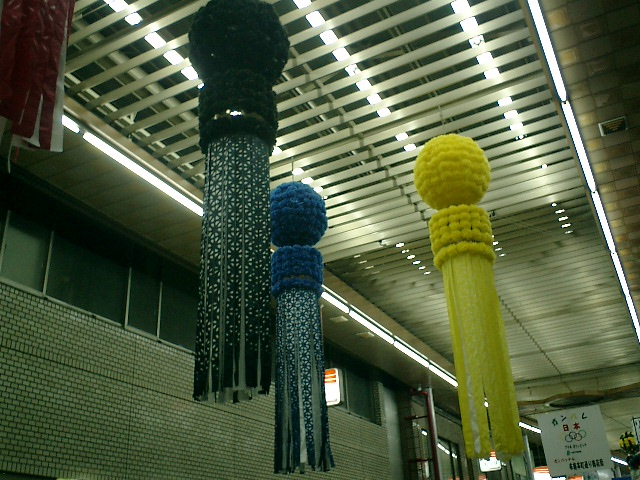
药球2

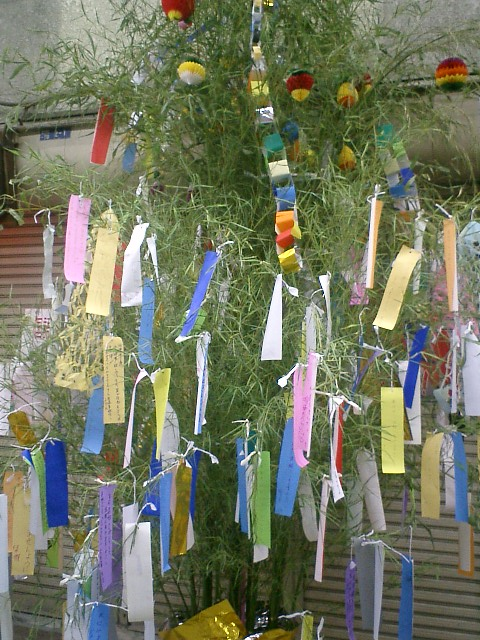
笹飾

日本的七夕（日語：／ Tanabata）是在日本的七夕節慶的相關習俗及歷史由來。在日本，人們也有過七夕的習慣，其詳細來源淵遠流長，是為早期中日文化交流，中國的七夕與日本傳統文化互相融合，七夕的風俗在奈良時代已由中國傳入日本，但日本人很快便將它本地化，除了中國傳統的「牛郎織女傳說」外，還加進了當地原有的「棚機津女」傳說。棚機津女傳說原出《古事記》，謂古時村莊的人們會選出一位女子，使其居於水邊織衣祭神，並與神結成一夜夫妻，以求消災解厄。奈良時期以來，七夕紀念棚機及牛郎織女並存，從日文中最常用的讀法不是音讀，而是訓讀為的讀法「 Tanabata」，可見該傳說的影響。

## 讀法
日語中最常用的的讀法為「 Tanabata」，是由日文中（日本織女的名字）的讀音「 Tanabata」轉變而來，所以該節日有時也寫作。雖然也可以音讀為「 Shichiseki」，但頻率遠少於前者。

## 日期
日本的七夕日期與漢字文化圈的其他國家地區的農曆七月初七不同，日本在明治維新後把七夕由農曆改為格里曆的七月七日，不過還是有少數地區繼續沿用舊曆天保曆（被称为「旧七夕」），其中日本最有名的七夕祭典，莫過於「仙台七夕祭」。

## 習俗

### 古代歷史
據説是宮中的儀式，祈求（技藝）進步的節日。傳説在691年持統天皇的時候就有這種儀式。日本的「棚機津女」與中國的牛郎織女的傳說融合。古時定此日為祭神之日，舉行天皇御覽相撲與文人的賦詩之宴之儀式。到了平安時代（794年－1185年），將祭神之日改為祭星之日，江戶時代定為五節之一，食（涼麵）避除邪氣。

### 現代
在這一天，會舉辦七夕的慶典來祝福牛郎跟織女的唯美愛情。
日本有個小習俗，他們認為在七夕，牛郎跟織女相會的這一天，農作物會被帶來豐收，因為牛郎把他的牛給牽來，牛在農民的眼裡是帶來豐收的吉祥物，所以這一天也被傳為豐收日子。
七夕在日本是許願日，大家把想實現的願望寫在書籤上然後掛在竹枝上，希望願望成真。當清風吹過綁在竹枝上的竹籤，轉啊轉啊非常漂亮。有些社區也會在這一天舉行祭典，似乎從這一天開始夏天就來臨了。
日本各地有大大小小的七夕祭，號稱日本三大七夕祭是：仙台、平塚、一宮。平塚、一宮的七夕慶典原是想鼓勵民心所辦，並想增加各區域的經濟收入，但隨著時間推移也越辦越大，與最初始的仙台並趨而成為日本三大七夕祭。

## 其它習俗
古代七夕是宮廷行事，宮中少女當天要學棚機般織衣，到了江戶時代七夕成為民間習俗，除少女織衣外，還出現笹飾及短冊許願的做法。明治以後七夕改在西曆七月七日，少女織衣、笹飾及短冊許願的風俗不改。近年少女織衣已不再流行，笹飾及短冊許願成為慶祝七夕的兩大方式。這似乎是日本獨自發展出來的習俗，在其它地方並無相似做法。